# Lüschwitz

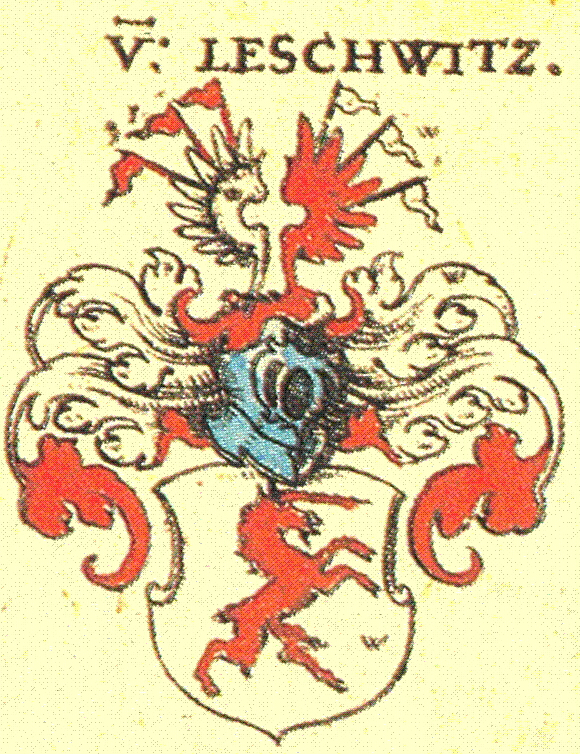
Wappen der Familie von Lüschwitz (Leschwitz) nach Siebmachers Wappenbuch

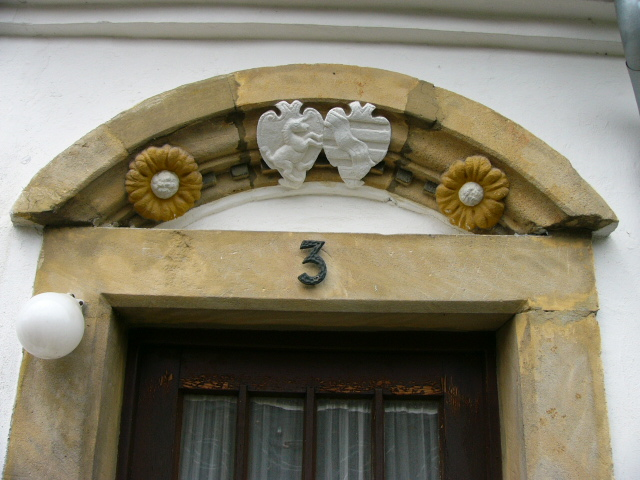
Türstock in Glashütten mit Wappen der Lüschwitz und der Redwitz

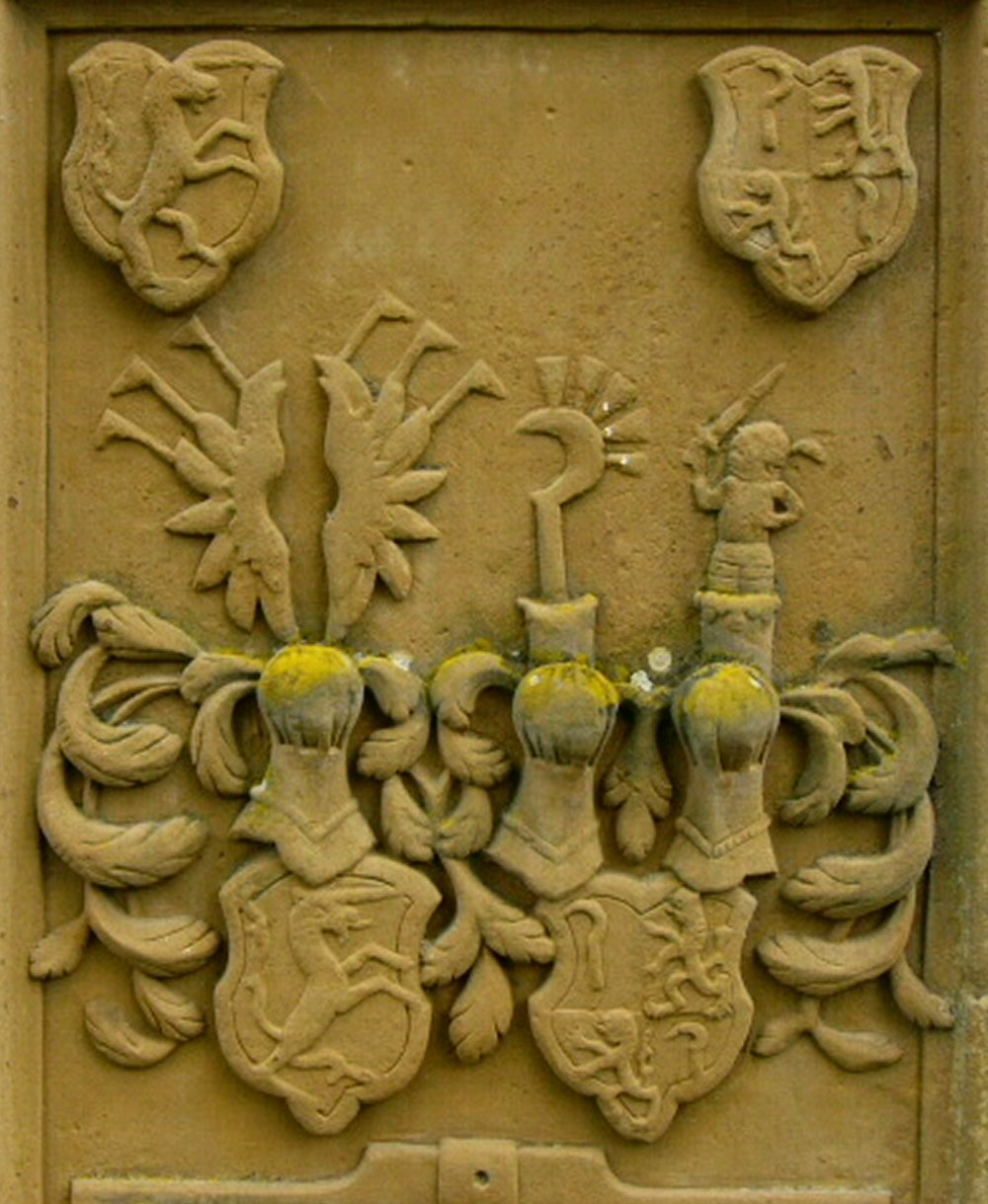
Epitaph an der Kirche in Glashütten mit Wappen der Lüschwitz und der Streitberg

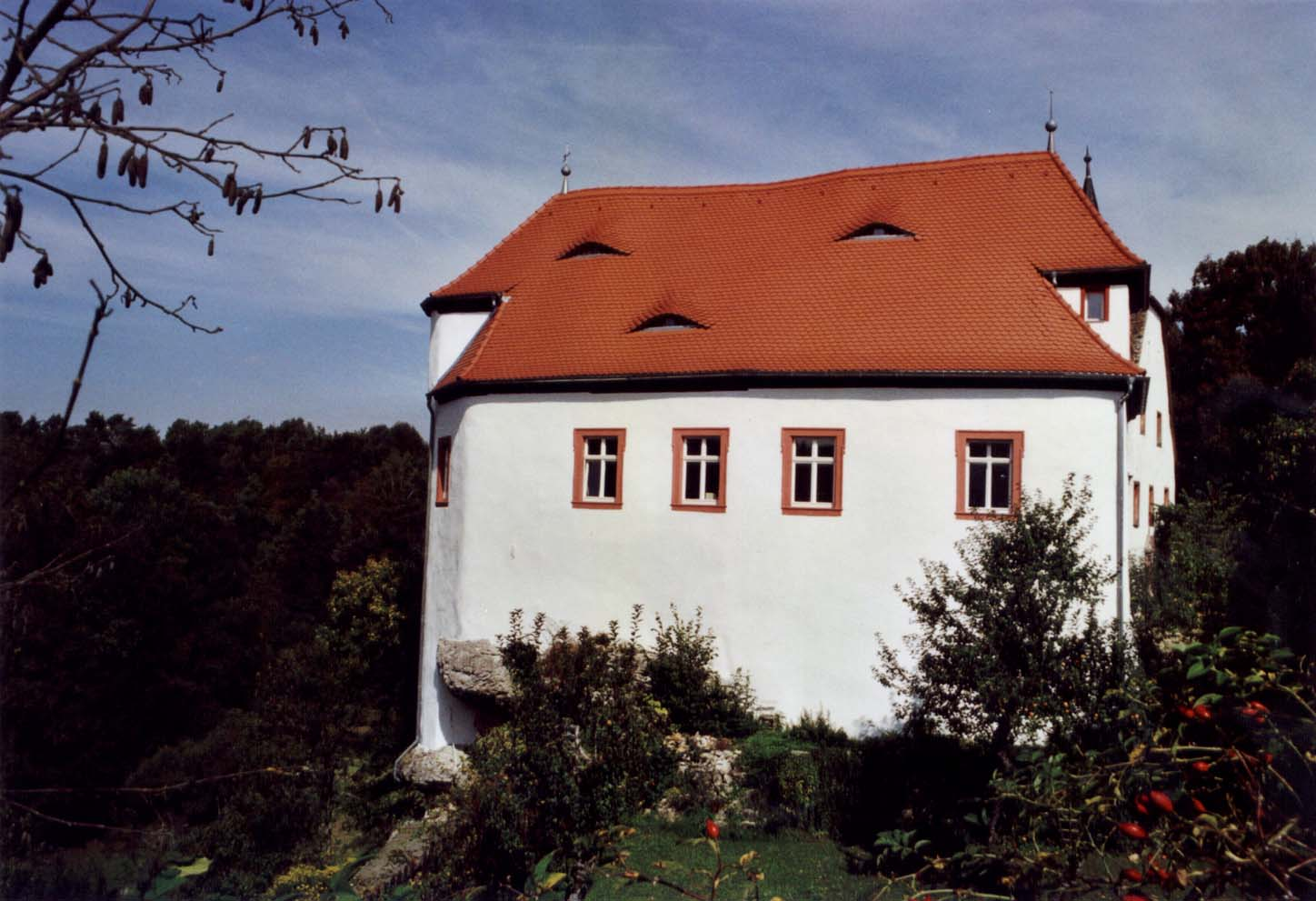
Südflügel von Schloss Plankenfels

Die Familie von Lüschwitz (auch Löschwitz) war ein fränkisches Adelsgeschlecht mit Ursprung im sächsischen Raum.

## Geschichte
Die Familie von Lüschwitz war ursprünglich ein sächsisches Geschlecht. Mit dem Rittergut (Burg Schlossgarten) in Glashütten waren sie von 1575 bis 1728 im Ritterkanton Gebürg etabliert. Sie befanden sich außerdem nach Biedermann in Wolframshofen (Ortsteil von Kastl im Landkreis Tirschenreuth in der Oberpfalz), Streit und Frankenhaag (Ortsteil von Mistelgau). Erhard Christoph von Lüschwitz war offenbar der erste Lüschwitzer in Glashütten und saß auch in Ronneburg im östlichen Thüringen.
Seit 1629 war die Familie von Lüschwitz zu Glashütten Besitzer der Burg Plankenfels. Gerhard Christoph von Lüschwitz verkaufte die Herrschaft mit der Burg – nunmehr als Rittergut bezeichnet – 1649 an die Herren von Schlammersdorf.
Sie waren im 13. Jahrhundert mehrfach Domherren von Naumburg und Meißen, im 14. Jahrhundert von Bamberg und einmal von Würzburg. Ebenso gab es im 14. Jahrhundert zwei Klosterfrauen in Himmelkron.
Sie waren unter anderem mit folgenden Geschlechtern verwandt: Laineck, Lindenfels, Lüchau, Redwitz, Streitberg, Wirsberg.
Die von Lüschwitz sind im 18. Jahrhundert ausgestorben. Die Lehen fielen der Markgrafschaft Brandenburg-Kulmbach heim.

## Wappen
Blasonierung: Das Wappen zeigt ein springendes rotes Einhorn auf silbernem Grund. Die Helmzier ist gekrönt von einem Flug in Silber und in Rot mit jeweils drei Fähnchen in der jeweils anderen Farbe.

Wappen der Gemeinde Glashütten
Wappen der Gemeinde Mistelgau